# Residentiebank
De Residentiebank was een Nederlandse bank, gevestigd te Den Haag.
De bank werd in november 1898 opgericht en kon over het boekjaar 1900 al 5% dividend uitkeren. De bank is echter nooit groot geworden. In de loop van 1927 kwamen de moeilijkheden naar buiten en in november van dat jaar werd zij failliet verklaard.